# EA-1356
EA-1356は、化学兵器として開発された有機リン化合物。G剤に分類される神経ガスの一種である。